# Hanguana malayana
Hanguana malayana là một loài thực vật có hoa trong họ Hanguanaceae. Loài này được (Jack) Merr. mô tả khoa học đầu tiên năm 1915.